# Шон Макбрајд
Шон Макбрајд (енгл. Seán MacBride; 26. јануар 1904 - 15. јануар 1988. године) био је ирски и међународни политичар  и шеф кабинета ИРА-е  (Ирска републиканска армија) 

## Живот и каријера
Шон Макбрајд рођен је 1904. године у Паризу као син мајора Џона БекБрајда и глумице и активисткиње Мод Гон. Његов први језик био је француски, и у Паризу је остао до Ускршњег устанка 1916. године.
Касније је послат и школу  Mount St. Benedict's  која се налази у  ирском граду Гори. Ирским добровољцима придружио се 1919. године када је са 15 година био активан члан у ирском рату за независност. Противио се потписивању англо-ирског споразума 1921. године, због чега је завршио у затвору.
Био је лични секретар Ејмон де Валера, радио је као новинар у Паризу, да би 1927. године постао шеф ИРА-е, у 24. години.
Ирску Републиканску партију је основао 1936. године.
Године  1946, Макбрајд је основао Републиканску социјалистичку партију Clann_na_Poblachta у нади да ће заменити владајућу ирску странку Фијана Фол. У октобру 1947. освојио је место у Dáilu Eireannu. На општим изборима 1948. године странка Clann na Poblachta освојила је само десет места, међутим ушла је у владу, а Макбрајд је изабран за министра спољних послова (1948-51).
Био је министар спољних послова када је Савет Европе израдио Европску конвенцију о људским правима и био је једна од кључних особа која је усвојила конвенцију.
Један од оснивача Амнести интернашонал-а, био је генерални секретар Међународне комисије правника (1963-1971. године), а касније је изабран за председника (1968-1974 године).
Радио је за УН као помоћник генералног секретара за југозападну Африку и Намибију (1973-77).
Од 1974. до 1985. године био је председник Међународног мировног института у Женеви. Био је потпредседник Организације за европску економску сарадњу и председник Комитета министара Савета Европе.
Умро је у Даблину 15. јануара 1988. године у 83. години,  11 дана пре свог 84. рођендана. Сахрањен је на гробљу Glasnevin међу ирским родољубима у једноставном гробу са мајком, супругом и сином.

## Уједињене нације
Шон Макбрајд је у Уједињеним нацијама био:
- Помоћник генералног секретара
- Председник Генералне скупштине
- Високи комесар за избеглице
- Високи комесар за људска права
- Високи комесар за Намибију
- Председник UNESCO-ове међународне комисије за проучавање проблема комуникације

## Нобелова награда
Године 1974. године добио је Нобелову награду за мир.
У образложењу за добијање Нобелове награде стоји да ју је добио - "за напоре да обезбеди и развије људска права широм света".

## Остале награде
Током 1950-их, 1960-их и 1970-их, неуморно је радио на људским правима широм света. Након добијања Нобелове награде добио је и  Лењинову награду за мир (1975-1976) и UNESCO-ву сребрну медаљу за услуге.

## Извор
1. 1 2 3 4 5 6 7  Мишић, Милан, ур. (2005). Енциклопедија Британика. Л-М. Београд: Политика : Народна књига. стр. 91. ISBN 86-331-2116-6.
2. ↑  „Mr. Seán MacBride”. Oireachtas Members Database. Приступљено 22. 9. 2009.[мртва веза]
3. ↑  Saturday Evening Post; 4/23/1949, 221  (43):  31–174, 5p
4. ↑  United Nations Chronicle, Sep95, 32  (3):, p. 14, 2/5p, 1c; (AN 9511075547)
5. ↑  „Seán MacBride”. The Nobel Prize. Приступљено 4. 11. 2020.